# کیر (کوکتل)
کیر (به فرانسوی: kir) نوعی کوکتل فرانسوی است که با لیکور انگور سیاه با نام کرم دو کاسیس و شراب سفید تهیه می‌شود.